# 幸田町消防本部
幸田町消防本部（こうたちょうしょうぼうほんぶ）は、愛知県額田郡幸田町の消防部局（消防本部）。

## 概要

### 所在地
- 消防本部・幸田町消防署 : 〒444-0113
愛知県額田郡幸田町大字菱池字前田41番地1

### 管内の概要
- 管内人口 : 41,296人
- 管内世帯数 : 15,404世帯
- 管内面積 : 56.72 km2

2018年（平成30年）4月1日現在

## 組織
消防職員の実員は、2018年（平成30年）4月1日現在、56人となっている。
- 消防長
  - 消防次長
    - 庶務課
      - 庶務グループ

    - 共同通信課
      - 通信第1係
      - 通信第2係

    - 予防防災課
      - 予防グループ

    - 幸田町消防署
      - 警防第1グループ
      - 警防第2グループ
      - 警防第3グループ

## 沿革
- 1976年（昭和51年）9月1日 - 幸田町消防本部が発足する。
- 1995年（平成7年）- 消防職員定数を48人とする。
- 1999年（平成11年）- 主幹制を導入する。
- 2011年（平成23年）- 消防職員定数を50人とする。
- 2013年（平成25年）- 消防職員定数を60人とする。
- 2018年（平成30年）4月1日 - 消防広域化の一環として岡崎市消防本部に通信指令業務を委託。

## 装備
- 水槽付ポンプ自動車 : 1
- 小型動力ポンプ付水槽車 : 2
- 消防ポンプ自動車 : 1
- 消防はしご車 : 1
- 救助工作車 : 1
- 予防査察車 : 1
- 指令車 : 1
- 高規格救急車 : 3
- その他 : 5

2018年（平成30年）4月1日現在